# 岡見正美

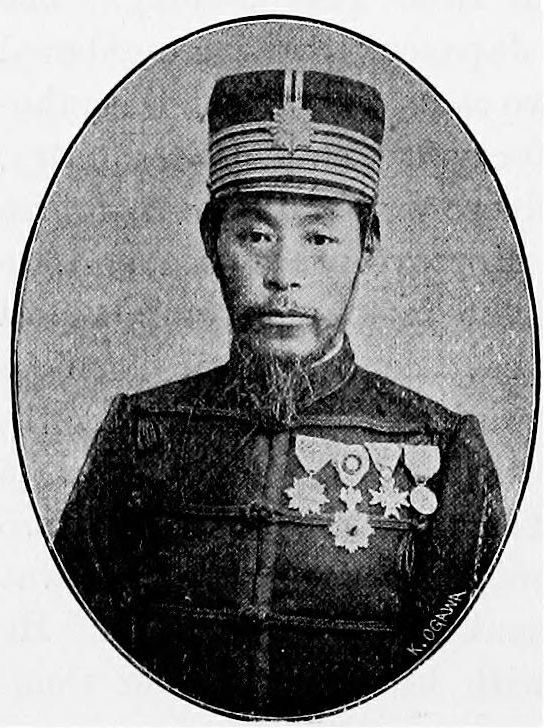
岡見正美

岡見 正美（おかみ まさみ、1852年6月1日（嘉永5年4月14日） - 1920年（大正9年）11月8日）は、大日本帝国陸軍軍人。最終階級は陸軍少将。功四級。

## 経歴
近江彦根藩領犬上郡彦根町（滋賀県犬上郡彦根町を経て現彦根市）出身。士族・岡見安の長男として生まれ、1872年（明治5年）家督を相続する。同年、陸軍歩兵少尉に任じ、台湾守備歩兵第5連隊長、歩兵第17連隊長などを経て、1899年（明治32年）8月、大佐に進む。1902年（明治35年）11月、陸軍少将に進級と同時に予備役に編入するが、日露戦争の開戦により召集を受け1904年（明治37年）2月、留守歩兵第21旅団長に補され、1906年（明治39年）2月、召集解除となった。

## 栄典
- 1900年（明治33年）3月31日 - 旭日中綬章[4]